# Шахмелік Барані
Абул-Фаваріс Шахмелік Барані (*д/н — 1043) — володар Хорезму в 1041—1042 роках.

## Життєпис
Походив з родини ябгу огузів. Належав до роду Барані. Про молоді роки замало відомостей. Зумів об'єднати навколо себе огузів Мангишлаку, встановивши владу в Дженді та Єнгікенті. Протистояв намірам правителів Хорезму підкорити ябгу. Тому уклав союз з Газневідами. У 1034 році завдав рішучої поразки сельджукидам, союзникам хорезмшаха Гаруна ібн Алтунташа. Згодом намагався діяти спільно з султаном Масудом Газневі. У 1038 році отримав від нього титул хорезмшаха.
Разом з тим деякий час Шахмелік не мав можливості вдертися до Хорезму, де трон посів Ісмаїл Хандан. Зрештою у 1040 році, скориставшись наступом Сельджукидів на Хорасан, Шахмелік Барані завдав нищівної поразки Ісмаїлу, й до початку 1041 року оволодів усім Хорезмом.
У 1042 році війська Сельджукидів на чолі із Чагри-беком рушили проти Шахмеліка. Останній опинився в облозі в столиці Кят. Втім, зрештою зумів завдати поразки Чагри-беку, який відступив за Амудар'ю. Через декілька місяців проти хорезмшаха почав наступ Тогрул-бек, очільник усіх Сельджукидів. На бік останнього перейшло декілька впливових кипчацьких ханів. Шахмелік зазнав поразки у битві при Кяті, який після тривалої облоги здався. Сам хорезмшах вимушений був тікати через Каракуми до Дехістану. Звідти до Табесу, а потім Керману. На шляху до останнього спробував захопити місто Себзевар, втім зазнав невдачі. Тому рушив на Мекран. Тут його у 1043 році було схоплено Ірташем, стрийєчним братом Тогрул-бека, за наказом якого Шахмеліка було страчено. Дружина останнього Алтунджан-хатун стала дружиною Тогрул-бека.